# Rolling Thunder (игра)
Rolling Thunder (яп. ローリングサンダー Rōringu Sandā) — игра в жанре Action с горизонтальной прокруткой, выпущенная Namco (в настоящее время Namco Bandai Games) в 1986 году для аркадных автоматов, использовавших платформу Namco System 86. За пределами Японии игра распространялась Atari Games.
Игрок управлял тайным агентом, который должен был спасти свою напарницу, похищенную террористической организацией. Rolling Thunder была выпущена для нескольких домашних компьютеров в 1987 году, и для Nintendo Entertainment System в 1989 году. Исходная аркадная версия игры также включена в несколько сборников классических игр.

## Игровой процесс
Игрок управляет Альбатросом — членом разведывательного отряда Всемирной организации уголовной полиции (англ. World Crime Police Organization, WCPO) под названием «Rolling Thunder». Задачей Альбатроса является спасение агента Лейлы Блитц (англ. Leila Blitz), похищенной тайным обществом Geldra, обосновавшимся в Нью-Йорке.
Игра состоит из двух больших сегментов, каждый из которых состоит из 5 уровней (всего 10 уровней). Врагами в игре являются солдаты, одетые в капюшоны, известные как «Maskers». Среди других врагов — ниндзя, мутировавшие летучие мыши, пантеры и лавовые люди. В конце последнего уровня игрок должен сразиться с лидером Geldra по имени Maboo.
В игре используется система укрытий, в качестве которых используются двери. Персонаж игрока вооружён пистолетом или автоматом.

## Версии для домашних компьютеров
В 1988 году U.S. Gold выпустила на европейский рынок версию Rolling Thunder для домашних компьютеров ZX Spectrum, Commodore 64, Amstrad CPC, Amiga и Atari ST. Эти версии игры разрабатывались Tiertex.
17 марта 1989 года Namco выпустила версию Rolling Thunder для Nintendo Entertainment System для японского рынка. В Северной Америке игру локализовала Tengen.
Планировалось также портировать игру на Atari Lynx (анонс был сделан в официальном каталоге игр для Lynx). Эта версия должна была выйти в мае 1992 года, но позже была отменена.
Оригинальная версия игры включена в состав сборников Namco Museum Encore для PlayStation, Namco Museum Battle Collection для PlayStation Portable, Namco Museum для Xbox 360, и Namco Museum for PlayStation 2, GameCube, Xbox и PC. Аркадная версия также была выпущена 21 июля 2009 года для Wii Virtual Console в Японии. В марте 2012 года, Rolling Thunder была добавлена в приложение Namco Arcade для iOS.

## Продолжения
В 1990 году было выпущено одно продолжение для аркадных автоматов под названием Rolling Thunder 2. Версия этого продолжения для Sega Mega Drive была выпущена в 1991 году. В 1993 году в Северной Америке была выпущена игра Rolling Thunder 3, вышедшая только на Sega Genesis.